# El Diablo (DC Comics)
Ne doit pas être confondu avec El Diablo.
El Diablo est le nom de plusieurs personnages issus des comics publiés par DC Comics. Le premier est Lazarus Lane et est apparu dans All-Star Western #2 en octobre 1970

## Biographie fictive

### Lazarus Lane
Lazarus Lane est le premier El Diablo, durant la Conquête de l'Ouest au XIXe siècle. À l'origine, il est employé au guichet d'une banque. Il est quasiment tué par un gang de braqueurs et sombre dans le coma après avoir été frappé par la foudre. Après avoir été réanimé par un chaman amérindien nommé Wise Owl (« Hibou sage »), il se surnomme lui-même El Diablo et devient un justicier.
Dans certains comics sur Jonah Hex, le personnage est présenté comme étant habité par un démon mineur en quête de vengeance.
Dans Swamp Thing vol. 2 #85 en avril 1989, Wise Owl est présenté sous un jour plus méchant et Lane est son serviteur ingrat. En 1872, de nombreux héros « western » (Jonah Hex, Bat Lash, Johnny Thunder et Madame .44) sont engagés par Otto Von Hammer et Jason Blood pour vaincre Wise Owl et retrouver un objet de grand pouvoir : un cristal contenant l'esprit de la Créature du marais. Quand Wise Owl est tué, l'esprit de Lane revient et El Diablo disparait.

### Rafael Sandoval
Rafael Sandoval est le plus jeune membre du conseil municipal de Dos Rios au Texas. Il revêt la tenue de El Diablo pour suivre les traces d'un pyromane en série. Il découvre que le criminel est au cœur d'un important trafic au sein de la maquiladora.
Après avoir croisé plusieurs fois la Ligue de justice d'Amérique, il est possédé par l'esprit d'un dieu-empereur aztèque et ressemble alors au Diablo de Lazarus Lane.

### Chato Santana

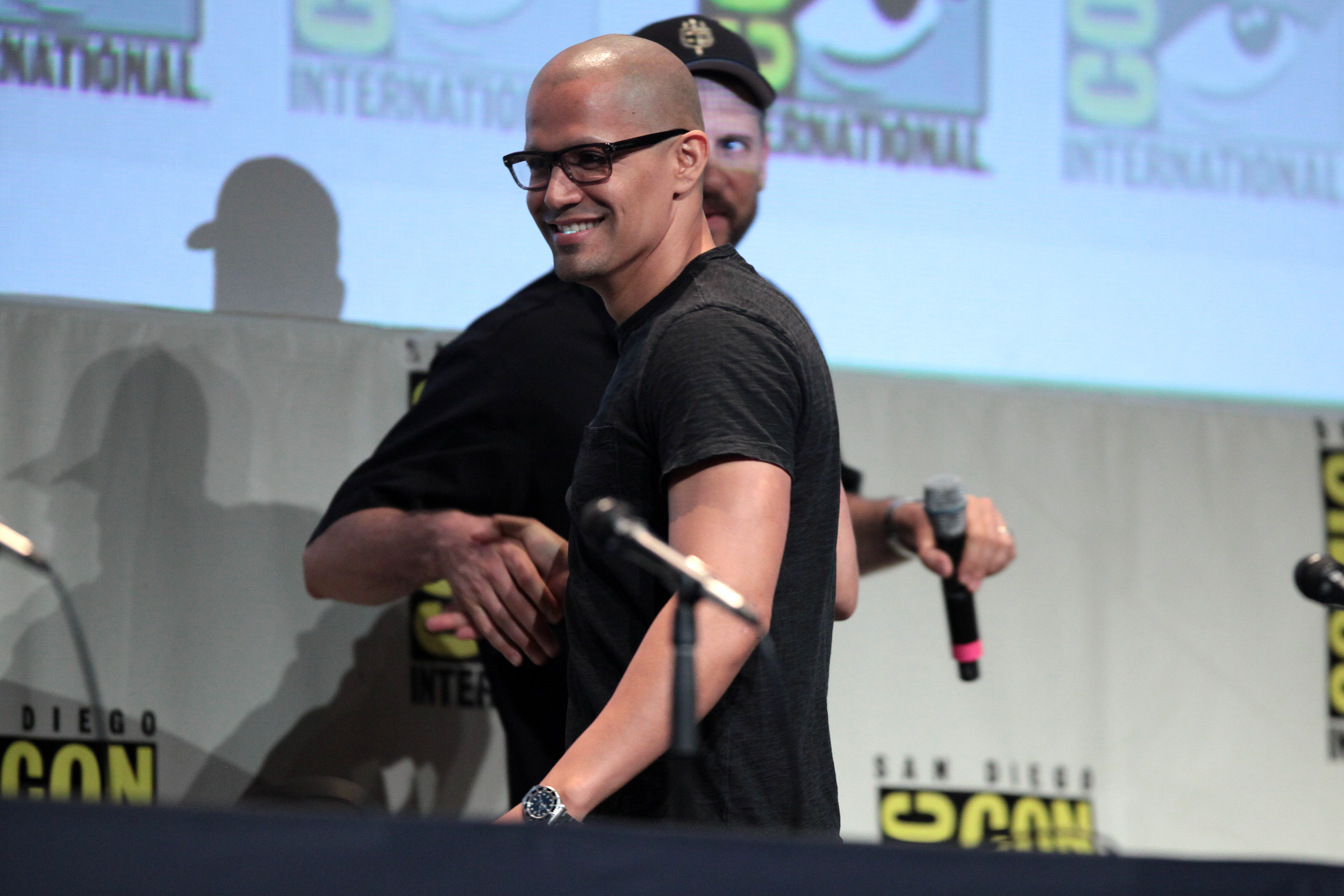
L'acteur Jay Hernández interprète le personnage dans l'univers cinématographique DC.

Chato Santana est un ancien criminel qui, après avoir été hospitalisé, reste dans un coma similaire à celui de Lazarus Lane,.
Depuis Renaissance DC, il est membre de la Suicide Squad.

## Apparitions dans d'autres médias
Lazarus Lane apparait dans un épisode de la série d'animation La Ligue des justiciers.
Jay Hernández incarne Chato Santana dans Suicide Squad (2016), issu de l'univers cinématographique DC.